# Zatanna
Zatanna, fullständigt namn, Zatanna Zatara, är en seriefigur och superhjältinna som förekommer i DC Comics. Figuren skapades av Gardner Fox och Murphy Anderson, som introducerade henne i Hawkman vol. 1 #4 (1964).
Figuren blev rankad som nummer fyra i Comics Buyer's Guide:s lista över 100 Sexiest Women in Comics.

## Fiktiv biografi
Zatanna Zatara är dotter till magikern Giovanni Zatara och Sindella, en individ av den mystiska rasen Homo magi. Hennes yngre kusin, Zachary Zatara, är också en magiker i DC Comics. Zatanna levde som en uppträdande illusionist innan hon upptäckte sina magiska förmågor. Under den tidpunkten sökte hon efter sin försvunna far. Under detta sökande bekantade hon sig med Batman, Robin, Hawkman, Hawkwoman, Atom, Elongated Man och Green Lantern. Hon hjälpte hjältarna ett flertal gånger i deras uppdrag innan hon så småningom blev en fullvärdig medlem av Justice League.

## Relationer
Zatanna har haft olika romantiska relationer, bland annat med John Constantine och doktor Thirteen. Zatanna hade också ett kortvarigt förhållande med sin kollega Flash (Barry Allen) i Justice League, kort efter att hans fru, Iris, dog. Hon har också för närvarande en stark vänskap med Batman genom deras liknande förflutna.

## Krafter och förmågor
Zatanna är en skicklig magiker och illusionist, vars förmågor tydligen är genetiska. Som en hyllning till sin far använder hon oftast trollformler genom att tala verbala kommandon baklänges. Hon har också vid flera tillfällen visat sig kunna trolla genom att tala normalt, och i sällsynta tillfällen, förmågan att använda magi för enkla uppgifter utan att tala. I mycket sällsynta fall har Zatanna använt trollformler genom att skriva dem i sitt eget blod istället för att tala dem högt. Detta har hon gjort vid tillfällen då hon inte varit kapabel att tala, exempelvis då hennes struphuvud varit skadat eller då hon av misstag trollat bort sin egen mun. Gränsen av hennes krafter har aldrig blivit klargjord.

## I andra medier
- Zatanna dyker upp i Batman: The Animated Series i episoden "Zatanna", med röst av Julie Brown.

- Zatanna gör två framträdanden i Gotham Girls, med röst av Stacie Randall.

- Zatanna dyker upp i Justice League Unlimited i avsnittet "This Little Piggy", med röst av Jennifer Hale.

- Zaranna är en återkommande figur under de tre sista säsongerna av Smallville, spelad av Serinda Swan.

- Zatanna dyker upp i Batman: The Brave and the Bold i episoden "Chill of the Night!", med röst av Jennifer Hale.

- Zatanna dyker upp i Young Justice i episoden "Humanity", med röst av Lacey Chabert.